# Римби (Алберта)
Римби (енгл. Rimbey) је варошица у централном делу канадске провинције Алберта, у оквиру статистичке регије Централна Алберта. Налази се на раскрсници локалних путева 20 и 53 на око 62 км северозападно од града Ред Дира и око 145 км југозападно од административног центра провинције града Едмонтона. 
Насеље су 1902. основали углавном досељеници из Канзаса, а према легенди име града потиче од три брата из породице Римби (Сем, Џим и Бен) који су се први населили у то подручје и основали своју фарму. 
Према подацима пописа становништва из 2011. у варошици је живело 2.378 становника, што је за 5,6% више у односу на 2.252 житеља колико је регистровано на попису из 2006. године.

Привреда вароши почива на пољопривредној производњи, а значајан извор прихода становништва је и експлоатација нафте и земног гаса.

## Становништво
| 2006. | 2011. |
| ----- | ----- |
| 2.252 | 2.378 |